# Anatoli Dmitrijewitsch Papanow

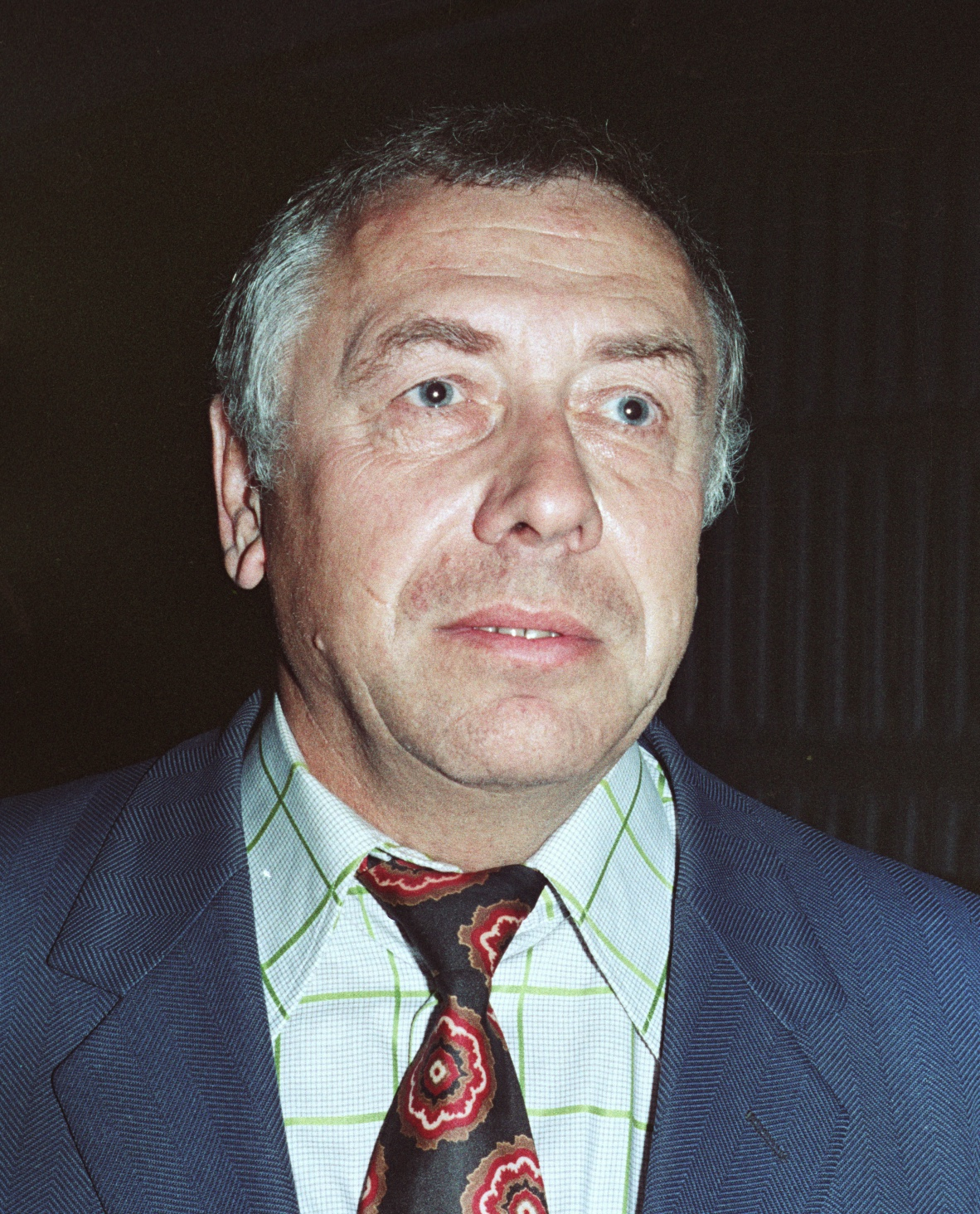
Anatoli Dmitrijewitsch Papanow, 1979

Anatoli Dmitrijewitsch Papanow (russisch Анато́лий Дми́триевич Папа́нов; * 31. Oktober 1922 in Wjasma, Gouvernement Smolensk; † 5. August 1987 in Moskau) war ein sowjetischer Theater- und Kinoschauspieler russischer Herkunft. Bekannt und beliebt vor allem als Darsteller in Komödien, brillierte er auch in seriösen Rollen und wurde mehrmals ausgezeichnet.

## Leben
Papanow wurde 1922 in Wjasma in der heutigen Oblast Smolensk als Sohn einer Arbeiterfamilie geboren, die in den 1930er Jahren nach Moskau zog. In Moskau begann er als Gießer in der Zweiten Moskauer Kugellagerfabrik zu arbeiten und engagierte sich gleichzeitig im populären Theaterstudio „Kautschuk“, das im Rahmen der künstlerischen Eigeninitiative von der Fabrik geführt wurde.
Papanow war seit den ersten Tagen des Deutsch-Sowjetischen Krieges an der Front. Als Obersergeant kommandierte er einen Zug der Fliegerabwehr. 1942 wurde er bei Charkow schwer am Bein verletzt und wurde somit bereits im 21. Lebensjahr zum Invaliden. Er kehrte nach Moskau zurück und trat in die berühmte Theaterschule GITIS ein, wo er Schüler von Marija Orlowa und Wassili Orlow wurde. Er legte im Jahr 1946 erfolgreich sein Staatsexamen ab.
Nach seinem Abschluss am GITIS erhielt er Angebote vom renommierten Theater MChAT und dem Maly-Theater, fuhr jedoch mit seiner ganzen Klasse nach Klaipėda, um dort ein neues Theater aufzubauen. Dabei war auch Nadeschda Karatajewa, welche seine Mitschülerin im GITIS war. Am 20. Mai 1945 heirateten sie. Seine erste Rolle spielte Papanow im Russischen Dramatischen Theater von Klaipėda.
Im Jahre 1948 folgte Papanow einer Einladung des Regisseurs Andrei Gontscharow an das Satire-Theater in Moskau. An diesem Theater blieb Papanow dann 40 Jahre und wirkte an 50 Produktionen mit. Einige dieser Produktionen wurden auch für das Kino und Fernsehen aufgenommen. Er begann in kleineren Rollen in Fernsehkomödien mitzuwirken. Sein Durchbruch als Filmschauspieler kam mit seiner Darstellung des Generals Serpilin im Film Die Lebenden und die Toten (1963), für welche er 1966 mit dem Staatlichen Gebrüder-Wassiljew-Preis der RSFSR ausgezeichnet wurde. Größte Popularität erreichte er mit den Komödien des Regisseurs Leonid Gaidai, vor allem Brilliantowaja ruka. Daneben lieh er seine Stimme dem Wolf in der Zeichentrickserie Hase und Wolf.
Anatoli Papanow starb am 5. August 1987 an einem Herzanfall. Er wurde auf dem Nowodewitschi-Friedhof von Moskau begraben.

## Familie
Anatoli Papanows Ehe mit Nadeschda Jurjewna Karatajewa entstammte eine Tochter namens Jelena Papanowa (* 1954), die Schauspielerin am Jermolowa-Theater ist.

## Ehrungen
Im Jahr 1958 wurde ihm die Auszeichnung Verdienter Künstler der RSFSR verliehen, 1966 die Auszeichnung Volkskünstler der RSFSR und 1973 bekam er die Auszeichnung Volkskünstler der UdSSR.
Posthum wurde Anatoli Papanow 1989 der Staatspreis der UdSSR für seine Rolle im Film Der kalte Sommer des Jahres 53 verliehen. Auch ein Asteroid trägt seinen Namen. Wenige Tage nach seinem Tod starb auch Andrei Mironow, mit dem Papanow in zahlreichen Filmproduktionen ein Hauptrollen-Paar bildete.

## Filmographie (Auswahl)
- 1962: Der Sonne nach (Человек идёт за солнцем)
- 1963: Fahrt ohne Fracht (Порожний рейс)
- 1963: Die Lebenden und die Toten (Живые и мёртвые)
- 1963: Kommen Sie morgen (Приходите завтра)
- 1965: Grünes Licht (Зелёный огонёк)
- 1965: Unser Zuhause (Наш дом)
- 1965: Bitte, das Beschwerdebuch (Дайте жалобную книгу)
- 1965: Die Kinder des Don Quijote (Дети Дон Кихота)
- 1966: In der Stadt S. (В городе С.)
- 1967: Man wird nicht als Soldat geboren (Возмездие)
- 1968: Virinea (Виринея)
- 1968: Brilliantowaja ruka (Бриллиантовая рука)
- 1969: Familienglück (Семейное счастье)
- 1969–1986: Hase und Wolf (Ну, погоди!)
- 1970: Belorussischer Bahnhof (Белорусский вокзал)
- 1971: Gentlemen der Erfolge (Джентльмены удачи)
- 1972: Ich bitte um Starterlaubnis (Разрешите взлёт)
- 1973: Herzenssache (Дела сердечные)
- 1973: Schlechter guter Mensch (Плохой хороший человек)
- 1975: Höhenangst (Страх высоты)
- 1976: Elf Hoffnungen (Одиннадцать надежд)
- 1976: Die zwölf Stühle (Двенадцать стульев)
- 1977: Mama, ich lebe (Мама, я жив)
- 1978: Inkognito aus Petersburg (Инкогнито из Петербурга)
- 1982: Eine Frau für Großvater (Отцы и деды)
- 1984: Zeit der Wünsche (Время желаний)
- 1987: Der kalte Sommer des Jahres 53 (Холодное лето пятьдесят третьего)
- 1993: Hase und Wolf (Ну, погоди!, unter Verwendung von Archivaufnahmen)